# Autry
Autry ist eine französische Gemeinde mit 95 Einwohnern (Stand 1. Januar 2022) im Département Ardennes in der Region Grand Est (vor 2016 Champagne-Ardenne). Sie gehört zum Arrondissement Vouziers, zum Kanton Attigny und zum Gemeindeverband Argonne Ardennaise.

## Geografie
Die Gemeinde Autry liegt am Westrand der Argonnen an der oberen Aisne, in die hier das Flüsschen Dormoise einmündet. Umgeben wird Autry von den Nachbargemeinden Bouconville im Westen, Montcheutin im Nordwesten, Grandham im Nordosten, Lançon im Osten, Condé-lès-Autry im Südosten sowie von der im Département Marne gelegenen Gemeinde Cernay-en-Dormois im Süden.

## Bevölkerungsentwicklung
| Jahr                       | 1962 | 1968 | 1975 | 1982 | 1990 | 1999 | 2006 | 2011 | 2018 |
| -------------------------- | ---- | ---- | ---- | ---- | ---- | ---- | ---- | ---- | ---- |
| Einwohner                  | 233  | 187  | 156  | 141  | 133  | 127  | 143  | 137  | 116  |
| Quellen: Cassini und INSEE |      |      |      |      |      |      |      |      |      |

## Sehenswürdigkeiten

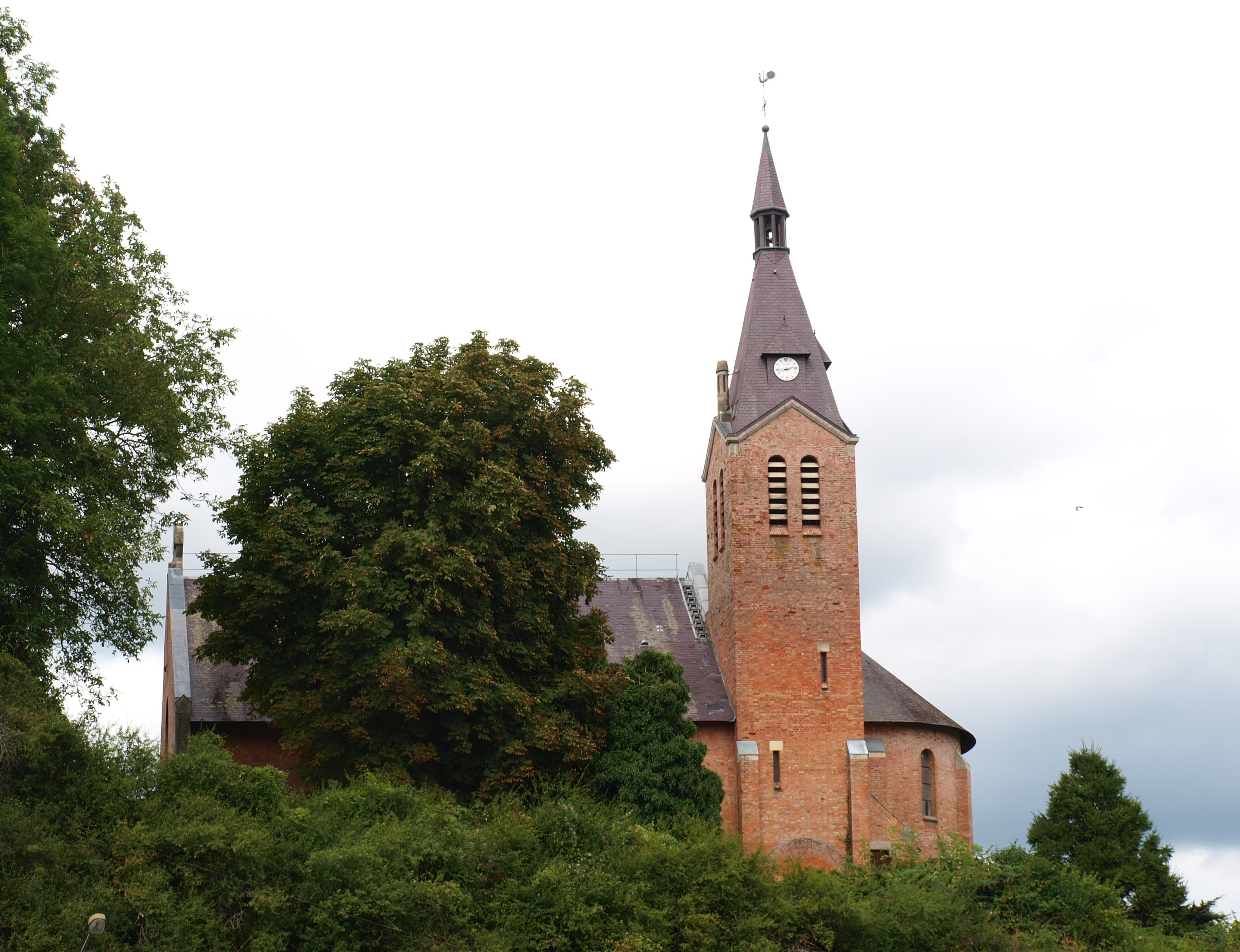
Kirche Notre-Dame

- Kirche Notre-Dame

## Persönlichkeiten
- Alphonse Depuiset (1822–1886), Entomologe